# Интертото куп
УЕФА Интертото куп (енгл. UEFA Intertoto Cup; скраћено УИ куп, енгл. UI Cup), оригинално назван Међународни фудбалски куп (енгл. International Football Cup), је био летњи фудбалски куп за европске клубове који нису успели да се квалификују за једно од два најјача УЕФА клупска такмичења, Лигу шампиона и УЕФА куп. Интертото куп је последњи пут одигран 2008. године. Клубови који би раније директно отишли у Интертото куп, сада одлазе у квалификациону фазу за УЕФА Лигу Европе.
Такмичење је основано 1961, али је тек 1995. ушло под окриље УЕФА, када је и извршена промена формата, тако да победници пролазе даље у УЕФА куп. Прво је даље пролазило два клуба, након годину дана је повећано на три, а 2006. је повећано на 11 клубова.

## Историја
Иницијатори за формирање Интертото купа су били Швајцарац Ернст Томен и аустријски фудбалер и тренер Карл Рапан. Томсон који је започео фудбалско клађење у Швајцарској 1932, имао је велики интерес у одигравању мечева током летње паузе. УЕФА првобитно није била наклоњена да подржи такмичење, сматрајући њену кладионичарску позадину неукусном; ипак су дозволили креирање новог турнира, али су се уздржали од званичног укључења. Клубови који су се квалификовали на неко званично такмичење, као што су Куп европских шампиона и Куп победника купова, нису имали право да учествују у Интертото купу.
Први турнир је одржан 1961. под именом Међународни фудбалски куп (енгл. International Football Cup (IFC)). Првобитно је куп имао групну фазу, која је водила у нокаут фазу, а завршавао се финалном утакмицом. До 1967. постало је превише тешко да се организују утакмице, тако да су нокаут фаза и финале избачени, остављајући турнир са само групном фазом и без победника. Тако да су победници група добијали награду од 10 до 15 хиљада CHF.
До 1995. УЕФА је преиспитала своју одлуку, преузела званичну контролу над такмичењем и променила формат. Првобитно су два победник добијала место у УЕФА купу. Успех једног од првих победника Интертото купа, Бордоа, који је стигао чак до финала УЕФА купа у сезони 1995/96., подстичу УЕФА-у да дода треће место за УЕФА куп 1996.
Многим клубовима се такмичење није свиђало и сматрали су да им ремети припреме за нову сезону. Као последица тога, они се нису пријављивали да учествују чак и ако су стекли право. Конкретно, након што је куп реорганизован 1995, клубови у Енглеској били су скептични у вези такмичења; након што су им првобитно била понуђена три места у купу, сви енглески премијерлигашки клубови су одбили да учествују. Након што је запрећено забраном играња свих енглеских клубова у УЕФА такмичењима, ситуација је на крају била разрешена уласком три енглеска клуба са ослабљеним тимовима и нико од њих се није квалификовао у УЕФА куп.
У следећим годинама, УЕФА је дозволила државама да се одрекну својих места. На пример, 1998. су се Шкотска, Сан Марино и Молдавија одрекли својих места, а Енглеска, Португал и Грчка су се одрекли једног од своја два места, тако да је нпр. Кристал Палас учествовао иако је сезону завршио на последњем месту у Премијер лиги.
У децембру 2007, након постављања Мишела Платинија као новог председника УЕФА, објављено је да ће Интертото куп бити укинут од 2009. Ово је био део низа промена које су направљене у систему УЕФА купа/Лиге шампиона. Уместо да се тимови квалификују у Интертото куп, они се сада квалификују директно у квалификациону фазу за УЕФА Лигу Европе.

## Победници

### 2006—2008
Приказано је 11 клубова за сваку годину који су прошли треће коло, чиме су се квалификовали за УЕФА куп. Укупни победници (одређени према учинку у УЕФА купу) су подебљани.
| Година | Укупни победници | Остали победници 3. кола | Остали победници 3. кола | Остали победници 3. кола | Остали победници 3. кола | Остали победници 3. кола |
| ------ | ---------------- | ------------------------ | ------------------------ | ------------------------ | ------------------------ | ------------------------ |
| 2008.  | Брага            | Астон Вила               | Депортиво ла Коруња      | Stuttgart                | Розенборг                | Наполи                   |
| 2008.  | Брага            | Рен                      | Васлуј                   | Елфсборг                 | Грасхопер                | Штурм Грац               |
| 2007.  | Хамбургер        | Атлетико Мадрид          | Алборг                   | Сампдорија               | Блекберн роверс          | Ленс                     |
| 2007.  | Хамбургер        | Леирија                  | Рапид Беч                | Хамарби                  | Оцелул Галац             | Тобол                    |
| 2006.  | Њукасл јунајтед  | Осер                     | Грасхопер                | Оденсе                   | Олимпик Марсеј           | Херта Берлин             |
| 2006.  | Њукасл јунајтед  | Кајсериспор              | Етникос Ахнас            | Твенте                   | Рид                      | Марибор                  |

### 1995—2005
Приказан је укупан резултат из две утакмице. 2-3 тима која су били победници финала квалификовала су се за УЕФА куп.
| Година | Победници         | Финалисти             | Резултат                       |
| ------ | ----------------- | --------------------- | ------------------------------ |
| 2005.  | Хамбург           | Валенсија             | 1 : 0                          |
| 2005.  | Ленс              | ЧФР Клуж              | 4 : 2                          |
| 2005.  | Олимпик Марсеј    | Депортиво ла Коруња   | 5 : 3                          |
| 2004.  | Лил               | Леирија               | 2 : 0 (након продужетака)      |
| 2004.  | Шалке 04          | Слован Либерец        | 3 : 1                          |
| 2004.  | Виљареал          | Атлетико Мадрид       | 2 : 2 (3 – 1 пен.)             |
| 2003.  | Шалке 04          | Пашинг                | 2 : 0                          |
| 2003.  | Виљареал          | Херенвен              | 2 : 1                          |
| 2003.  | Перуђа            | Волфсбург             | 3 : 0                          |
| 2002.  | Малага            | Виљареал              | 2 : 1                          |
| 2002.  | Фулам             | Болоња                | 5 : 3                          |
| 2002.  | Штутгарт          | Лил                   | 2 : 1                          |
| 2001.  | Астон Вила        | Базел                 | 5 : 2                          |
| 2001.  | Пари Сен Жермен   | Бреша                 | 1 : 1 (правило гола у гостима) |
| 2001.  | Троа              | Њукасл јунајтед       | 4 : 4 (правило гола у гостима) |
| 2000.  | Удинезе           | Сигма Оломоуц         | 6 : 4                          |
| 2000.  | Селта Виго        | Зенит Санкт Петербург | 4 : 3                          |
| 2000.  | Штутгарт          | Осер                  | 3 : 1                          |
| 1999.  | Монпелије         | Хамбург               | 2 : 2 (3 : 0 пен.)             |
| 1999.  | Јувентус          | Рен                   | 4 : 2                          |
| 1999.  | Вест Хем јунајтед | Мец                   | 3 : 2                          |
| 1998.  | Валенсија         | Аустрија Салцбург     | 4 : 1                          |
| 1998.  | Вердер Бремен     | Војводина             | 2 : 1                          |
| 1998.  | Болоња            | Рух Хожов             | 3 : 0                          |
| 1997.  | Бастија           | Халмстад              | 2 : 1                          |
| 1997.  | Олимпик Лион      | Монпелије             | 4 : 2                          |
| 1997.  | Осер              | Дуизбург              | 2 : 0                          |
| 1996.  | Карлсруер         | Стандард Лијеж        | 3 : 2                          |
| 1996.  | Генгам            | Волгоград             | 2 : 2 (правило гола у гостима) |
| 1996.  | Силкеборг         | Сегеста               | 2 : 2 (правило гола у гостима) |
| 1995.  | Стразбур          | Тирол Инзбрук         | 7 : 2                          |
| 1995.  | Бордо             | Карлсруер             | 4 : 2                          |

### 1967—1994
Током овог периода није било победника такмичења, пошто се играла само групна фаза. Приказани су победници свих група, незванични победник за сваку годину (одређен према учинку кад се споје резултати свих група) је подебљан.

#### Не-регионални систем (1969, 1971—1994)
| Година | Група 1           | Група 2           | Група 3                  | Група 4               | Група 5              | Група 6             | Група 7                  | Група 8           | Група 9       | Група 10                    | Група 11        | Група 12       |
| ------ | ----------------- | ----------------- | ------------------------ | --------------------- | -------------------- | ------------------- | ------------------------ | ----------------- | ------------- | --------------------------- | --------------- | -------------- |
| 1994.  | Халмстад          | Јанг бојс         | АИК                      | Хамбург               | Бекешчаба            | Слован Братислава   | Грасхопер                | Аустрија Беч      | –             | –                           | –               | –              |
| 1993.  | Рапид Беч         | Трелеборјс        | Норћепинг                | Малме                 | Славија Праг         | Цирих               | Јанг бојс                | Динамо Дрезден    | –             | –                           | –               | –              |
| 1992.  | Копенхаген        | Шиофок            | Бајер Јординген          | Карлсруер             | Рапид Беч            | Лингби              | Слован Братислава        | Алборг            | Славија Праг  | Локомотива Горња Орјаховица | –               | –              |
| 1991.  | Ксамакс           | Лозана            | Аустрија Салцбург        | Дукла Банска Бистрица | Б 1903               | Грасхопер           | Бајер Јординген          | Дунајска Стреда   | Инзбрук       | Еребро                      | –               | –              |
| 1990.  | Ксамакс           | Тирол Инзбрук     | Лех Познањ               | Слован Братислава     | Малме                | ГАИС                | Луцерн                   | Фрст Беч          | Кемницер      | Бајер Јординген             | Оденсе          | –              |
| 1989.  | Луцерн            | Б 1903            | Тирол Инзбрук            | Грасхопер             | Татабања             | Нествед             | Еребро                   | Спарта Праг       | Бањик Острава | Ергрите                     | Кајзерслаутерн  | –              |
| 1988.  | Малме             | Гетеборг          | Бањик Острава            | Аустрија              | Јанг бојс            | Кајзерслаутерн      | Икаст ФС                 | Карл Цајс Јена    | Грасхопер     | Карлсруер                   | Бајер Јординген | –              |
| 1987.  | Карл Цајс Јена    | Погоњ Шчећин      | Визмут Ауе               | Татабања              | Малме                | АИК                 | Етар Велико Тарново      | Брондби           | –             | –                           | –               | –              |
| 1986.  | Фортуна Диселдорф | Јунион Берлин     | Малме                    | Рот Вајс Ерфурт       | Сигма Оломоуц        | Ујпешт Дожа         | Брондби                  | Лингби            | Лех Познањ    | Гетеборг                    | Славија Праг    | Карл Цајс Јена |
| 1985.  | Вердер Бремен     | Рот Вајс Ерфурт   | Гетеборг                 | АИК                   | Визмут Ауе           | Спарта Праг         | Горњи Забже              | Макаби Хаифа      | Бањик Острава | Ујпешт Дожа                 | МТК Хунгарија   | –              |
| 1984.  | Бохемијанс Праг   | Орхус ГФ          | Фортуна Диселдорф        | Стандард Лијеж        | АИК                  | Малме               | Видеотон                 | Макаби Нетања     | Цирих         | Катовице                    | –               | –              |
| 1983.  | Твенте            | Јанг бојс         | Погоњ Шчећин             | Макаби Нетања         | Слобода Тузла        | Бохемијанс Праг     | Гетеборг                 | Хамарби           | Видеотон      | Витковице                   | –               | –              |
| 1982.  | Стандард Лијеж    | Виђев             | Орхус ГФ                 | Лингби                | Адмира Вакер Медлинг | Бохемијанс Праг     | Браге                    | Јостерш           | Гетеборг      | –                           | –               | –              |
| 1981.  | Винер Спорт-Клуб  | Стандард Лијеж    | Вердер Бремен            | Будућност Подгорица   | Орхус ГФ             | РВД Моленбек        | Гетеборг                 | Штутгартер Кикерс | Хеб           | –                           | –               | –              |
| 1980.  | Стандард Лијеж    | Бохемијанс Праг   | Макаби Нетања            | Спарта Праг           | Њитра                | Халмстад            | Малме                    | Гетеборг          | Елфсборг      | –                           | –               | –              |
| 1979.  | Вердер Бремен     | Грасхопер         | Ајнтрахт Брауншвајг      | Бохемијанс Праг       | Спартак Трнава       | Збројовка Трнава    | Пирин Благоевград        | Бањик Острава     | –             | –                           | –               | –              |
| 1978.  | Дуизбург          | Славија Праг      | Херта Берлин             | Ајнтрахт Брауншвајг   | Малме                | Локомотива Кошице   | Татран Прешов            | Макаби Нетања     | Грацер АК     | –                           | –               | –              |
| 1977.  | Халмстад          | Дуизбург          | Интернационал Братислава | Славија Софија        | Славија Праг         | Фрем                | Једнота Тренчин          | Слован Братислава | Јостерш       | Погоњ Шчећин                | –               | –              |
| 1976.  | Јанг бојс         | Херта Берлин      | Јунион Теплице           | Бањик Острава         | Збројовка Брно       | Спартак Трнава      | Интернационал Братислава | Јостерш           | Јургорден     | Војводина                   | Виђев           | –              |
| 1975.  | Тирол Инзбрук     | ВОЕШТ Линц        | Ајнтрахт Брауншвајг      | Заглебје Сосновјец    | Збројовка Брно       | Рибник              | Отвидаберг               | Кајзерслаутерн    | Белененсеш    | Челик Зеница                | –               | –              |
| 1974.  | Цирих             | Хамбург           | Малме                    | Стандард Лијеж        | Слован Братислава    | Спартак Трнава      | Дуизбург                 | Бањик Острава     | Кошице        | КУФ                         | –               | –              |
| 1973.  | Хановер           | Слован Братислава | Херта Берлин             | Цирих                 | Рибник               | Јунион Теплице      | Фајенорд                 | Висла Краков      | Њитра         | Јостерш                     | –               | –              |
| 1972.  | Њитра             | Норћепинг         | Сент Етјен               | Славија Праг          | Слован Братислава    | Ајнтрахт Брауншвајг | Хановер                  | ВОЕШТ Линц        | –             | –                           | –               | –              |
| 1971.  | Херта Берлин      | Стаљ Мелец        | Сервет                   | Тринец                | Отвидаберг           | Ајнтрахт Брауншвајг | Аустрија Салцбург        | –                 | –             | –                           | –               | –              |
| 1969.  | Малме             | Шомберки Битом    | ШпВгг Гројтер Фирт       | Жилина                | Норћепинг            | Једнота Тренчин     | Фрем                     | Висла Краков      | Одра Ополе    | –                           | –               | –              |

#### Регионални систем (1967—1968, 1970)
| Група | Група A1          | Група A2 | Група A3         | Група A4          | Група A5 | Група A6    | Група Б1            | Група Б2           | Група Б3          | Група Б4 | Група Б5          | Група Б6          | Група Б7            | Група Б8          |
| ----- | ----------------- | -------- | ---------------- | ----------------- | -------- | ----------- | ------------------- | ------------------ | ----------------- | -------- | ----------------- | ----------------- | ------------------- | ----------------- |
| 1970. | Слован Братислава | Хамбург  | Јунион Теплице   | МВВ               | Кошице   | –           | Ајнтрахт Брауншвајг | Славија Праг       | Олимпик Марсеј    | Јостерш  | Висла Краков      | Аустрија Салцбург | Баник Острава       | Полонија Битом    |
| 1968. | Нирнберг          | Ајакс    | Спортинг Лисабон | Фајенорд Ротердам | Еспањол  | АДО Ден Хаг | Карл Маркс Штадт    | Емпор Росток       | Слован Братислава | Кошице   | Локомотива Кошице | Одра Ополе        | Ајнтрахт Брауншвајг | Легија Варшава    |
| 1967. | Лугано            | Фајенорд | Лил              | Лирс              | –        | –           | Хановер 96          | Заглебје Сосновјец | Полонија Битом    | Гетеборг | Рух Хожов         | Кошице            | КБ                  | Фортуна Диселдорф |

### 1961—1967
Приказан је укупан резултат из две утакмице, осим ако није другачије назначено
| 1966/67. | Ајнтрахт Франкфурт | Интер Братислава | 4 : 3  |
| 1965/66. | Локомотива Лајпциг | Норћепинг        | 4 : 1  |
| 1964/65. | Полонија Битом     | Лајпциг          | 5 : 4  |
| 1963/64. | Интер Братислава   | Полонија Битом   | 1 : 0* |
| 1962/63. | Интер Братислава   | Падова           | 1 : 0* |
| 1961/62. | Ајакс              | Фајенорд         | 4 : 2* |
| * - Један меч у финалу (иако је финале 1962/63. незванично (http://www.rsssf.com/tablesi/intertoto.html) одиграно у две утакмице) |                    |                  |        |